# Mabamba
Mabamba è una circoscrizione mista (mixed ward) della Tanzania situata nel distretto di Kibondo, regione di Kigoma. Conta una popolazione di 17 580 abitanti (censimento 2012).